# Лео Мартин
Милош Јовић (Горња Рашица, 6. март 1942), познатији под псеудонимом Лео Мартин, јесте југословенски и српски певач забавне музике. Био је веома популаран током 1970-их и 1980-их година. Међу хитовима које је снимио, посебно су популарни: Одисеја, Песмо моја, Ја те волим, Реци ми шта је љубав, Лаку ноћ, драги, лаку ноћ, драга, Свет без тебе, Збогом, Кристина, Плава обала.

## Биографија
Рођен је 1942. године у селу Горња Рашица у општини Блаце. Његов отац потиче из Тичева код Босанског Грахова, а мајка из Куршумлије. Када му је било две године, са породицом се преселио у Београд. Најпре је живео на Славији. Паралелно је похађао музичку школу и гимназију, након које је уписао Правни факултет. Још пре матуре, постао је члан диксиленд бенда Весели бенџо, у ком је најпре свирао кларинет, а потом и флауту и саксофон, тако да је први наступ имао 1959. године. Касније је формирао бенд "Експрес осам", са којим је 1964. године отишао у Немачку и наредних неколико година свирао је у елитним џез клубовима. У том периоду је и почео да користи уметничко име Лео Мартин. У Југославију се вратио 1969. године. По повратку упознаје Војкана Борисављевића који је компоновао већину његових песама.
Са песмом Одисеја требало је да наступа на југословенском избору за Песму Евровизије у Опатији 1973. године, али због болести није могао да присуствује. Са Одисејом се прославио у Југославији и стекао статус једног од најпознатијих југословенских шансоњера седамдесетих година двадесетог века. Осим поменуте песме, велики хитови су и: Ја те волим, Лаку ноћ, драги, лаку ноћ, драга, Свет без тебе, Добро вече, мој животе, Песмо моја, Реци ми шта је љубав, Плава обала, Има времена, Збогом, Кристина... У телевизијској серији Отписани отпевао је песму Све наше младости, а у тв драми Чеп који не пропушта воду песму Рахела. Учесник је готово свих еминентних југословенских фестивала забавне музике - Београдско пролеће, Ваш шлагер сезоне, Фестивал Опатија, Песма лета, Хит парада, а 1972. године учествовао је на југословенском избору за Песму Евровизије.
На фестивалу Златни Орфеј у Бугарској, 1976. године упознао је своју супругу Васју. Током распада Југославије је прешао да живи у Софију у Бугарској. Тренутно живи на релацији Београд - Софија.

## Хитови
- Одисеја
- Ја те волим
- Да нема разделби
- Лаку ноћ, драги, лаку ноћ, драга
- Реци ми шта је љубав
- Песмо моја
- Збогом, Кристина
- Плава обала
- Добро вече, мој животе
- Једном кад се заљубиш
- Има времена
- Дани
- Рулет живота
- Нека није важно
- Свет без тебе

## Фестивали
Београдско пролеће:
- Пролећни снови, '69
- Никада нећемо дозволити да престане наша љубав, Београдско пролеће ’71
- Ми смо далеки, '72
- Ја те волим, Београдско пролеће ’73, друга награда публике и друга награда за композицију
- Дани, Београдско пролеће ’75, награда стручног жирија
- Ветар у твојој коси, Београдско пролеће ’76
- Љубавна тема, Београдско пролеће ’77
- Не тугуј ти за њом, Београдско пролеће ’78
- Ја те волим (Вече ретроспективе - највећих хитова са фестивала Београдско пролеће), Београдско пролеће '88

Песма лета:
- Волимо се људи, Песма лета '69

Хит парада:
- Једном, кад се заљубиш, Хит парада ’74
- Збогом, збогом, љубави, Хит парада ’75
- Пусти нека светла горе, Хит парада ’76

Ваш шлагер сезоне, Сарајево:
- Успомене, Ваш шлагер сезоне ’70
- Плава обала, Ваш шлагер сезоне ’71, прва награда за интерпретацију
- Јутро, Ваш шлагер сезоне '72
- Свет без тебе, Ваш шлагер сезоне ’73
- Не чекам те, Ваш шлагер сезоне ’75
- Седам година, Ваш шлагер сезоне ’76
- Касно смо се упознали, Ваш шлагер сезоне ’77
- Песмо моја, Ваш шлагер сезоне ’79

Опатија:
- То чиним, Опатија '69
- Дјеца љубави (алтернација са Далибором Бруном), Опатија '70
- Одисеја, Опатија ’73
- Златокоса, Опатија ’74
- Лаку ноћ драги, лаку ноћ драга, Опатија ’76, трећа награда публике, прва награда публике у дворани и награда за текст

Загреб:
- За тебе љубави моја, '70
- Неко ме чека, Загреб ’76

Хит лета:
- Адио Марија, Хит лета ’77

Југословенски избор за Евросонг:
- Бићу увек сам, Сарајево ’72

МЕСАМ:
- Љубав се љубави даје, МЕСАМ ’86
- Ипак си само жена, МЕСАМ ’87

Скопље:
- Да нема разделби, трећа награда жирија, '70

Пјесма Медитерана, Будва:
- Нека, није важно (Веруј ми), друго место, Будва 2009

Омладина, Суботица:
- Одисеја, поводом 50-о годишњице суботичког фестивала младих, 2011

Златният Орфей, Бугарска:
- Пейте, другари чавдарци, прва награда фестивала (страни извођачи бугарских песама), '76

Далматинска шансона, Шибеник:
- Одисеја / Лаку ноћ драги, лаку ноћ драга (Вече интернационалне музике), 2015

## Дискографија

### ЕП
- 1969. Пролећни снови/Bye bye baby (Београд диск)
- 1970. Успомене/За тебе, љубави моја (Београд диск)
- 1970. Барбара (Београд диск)
- 1971. Плава обала/Никада нећемо дозволити да престане наша љубав (Београд диск)
- 1972. Бићу увек сам (Београд диск)
- 1972. Let me stay/Baby, take it easy (Београд диск)
- 1973. Ја те волим/Живот наш (ПГП РТБ)
- 1973. Одисеја (ПГП РТБ)
- 1974. Збогом, Кристина/Твоја љубав (ПГП РТБ)
- 1974. Заувек (ПГП РТБ)
- 1974. Златокоса (ПГП РТБ)
- 1974. Једном кад се заљубиш (ПГП РТБ)
- 1975. Тв серија Отписани (ПГП РТБ)
- 1975. Дани (ПГП РТБ)
- 1975. Ко је тај човек/Збогом, збогом, љубави (ПГП РТБ)
- 1976. Ветар у твојој коси/Седам година (ПГП РТБ)
- 1976. Пусти светла нека горе/Неко ме чека (ПГП РТБ)
- 1976. Лаку ноћ, драги, лаку ноћ, драга (ПГП РТБ)
- 1977. Касно смо се упознали/Љубавна тема (ПГП РТБ)
- 1977. Адио, Марија (ПГП РТБ)
- 1978. Не тугуј ти за њом/Како да ти помогнем (ПГП РТБ)

### Студијски албуми
- 1974. Одисеја (ПГП РТБ)
- 1976. Лаку ноћ, драга (ПГП РТБ)
- 1979. Песмо моја (ПГП РТБ)
- 1984. Само за нас (Југодиск)
- 2011. За сва времена (Take It Or Leave It Records)

### Компилације
- 1979. Барбара (Београд диск)
- 1997. Песме мог живота (ПГП РТС)
- 2002. Песме мог живота 2 (Take It Or Leave It Records)
- 2011. Evergreen hitovi osamdesetih (City records)

## Концерти
- Дом синдиката, Београд (16. новембар 2009)[2]
- Сава центар, Београд (14. фебруар 2011)[3]